# Шпак Василь Федорович
Васи́ль Фе́дорович Шпак — колишній народний депутат України.
Суд заарештував екс-нардепа Василя Шпака, а його сина оголошено в розшук

## Біографія
Народився 12 листопада 1946 (с. Дашківці, Віньковецький район, Хмельницька область); українець; батько Федір Васильович (1908–1978) і мати Євдокія Никифорівна (1910–1991) — колгоспники; дружина Надія Петрівна (1951) — економіст; син Микола (1975) — менеджер-економіст з зовнішньоекономічної діяльності.
Освіта: Івано-Франківський інститут нафти і газу, механічний факультет (1968–1973), інженер-механік; кандидатська дисертація «Економічна ефективність організації перевезення молока та використання техніки в молочному підкомплексі АПК».
- 10.1965-08.1968 — служба в армії, Московський ВО.
- 08.1973-02.1974 — майстер Хмельницького заводу тракторних агрегатів.
- 02.1974-12.1975 — старший інженер, начальник виробничої дільниці Львівської геологічної експедиції тресту «Київгеологія».
- 12.1975-02.1980 — головний механік, головний інженер Київської комплексної геофізичної експедиції тресту «Київгеологія».
- 02.1980-09.1989 — головний інженер, директор Дарницького дослідно-експериментального ремонтного заводу, місто Київ.
- 09.1989-08.1997 — генеральний директор ВО «Агромаш».
- 08.1997-03.2000 — заступник Міністра агропромислового комплексу України.
- 03.2000-04.2001 — генеральний директор Державного лізингового підприємства «Украгролізинг».
- 11.04.2001-25.04.2002 — голова правління, з 07.2002 — почесний президент НАК «Украгролізинг».

Народний депутат України 4-го скликання 04.2002-04.2006, виборчий округ № 190 Хмельницької області, висунутий блоком «За єдину Україну!». За 27,05%, 10 суперників. На час виборів: голова правління НАК «Украгролізинг», член АПУ. Член фракції «Єдина Україна» (05.-06.2002), член фракції «Аграрники України» (06.-10.2002), член фракції АПУ (10.2002-06.2004), член фракції НАПУ (06.2004-03.2005), член фракції НП (з 03.2005), член Комітету з питань бюджету (з 06.2002).
Заступник голови Народної партії (з 02.2005); голова Хмельницької обласної організації НП (з 03.2003).
2006 кандидат в народні депутати від Народного блоку Литвина, № 14 в списку.
Народний депутат України 6-го скликання з листопада 2007 від Блоку Литвина, № 8 в списку, голова правління ДП «Лізингтехтранс».
Почесний президент Асоціації аграрних інженерів України. Дійсний член Академії інженерних наук. Заслужений працівник сільського господарства України (11.1994). Орден «За заслуги» III ст. (11.1996). Почесна грамота КМ України (12.2003). Автор (співав.) понад 30 наукових праць.
Захоплення: риболовля.

### Кримінальна справа
В серпні 2014 року Василя Шпака було заарештовано. Його підозрюють у фінансових махінаціях, зокрема, під час керівництва «Украгролізингом».
Під час обшуку в його будинку вилучили золоті прикраси, дорогі наручні годинники, 1 кг золота і 1,5 кг срібла у злитках. Матеріали справи розслідуються Генпрокуратурою. Його син Микола переховується.